# Deroplia niveopicta
Deroplia niveopicta là một loài bọ cánh cứng trong họ Cerambycidae.